# 탄자니아 올림픽 위원회
탄자니아 올림픽 위원회(영어: Tanzania Olympic Committee)는 탄자니아를 대표하는 국가 올림픽 위원회이다. IOC 코드는 TAN이다. 본부는 다르에스살람에 있으며 아프리카 국가 올림픽 위원회 연합에 소속되어 있다.
1968년에 설립되었으며 같은 해에 국제 올림픽 위원회의 승인을 받았다. 올림픽, 올아프리카 게임, 코먼웰스 게임을 비롯한 국제 스포츠 대회에 참가하는 탄자니아의 선수들을 대표한다.